# Alexander Kristoff
Alexander Kristoff (ur. 5 lipca 1987 w Oslo) – norweski kolarz szosowy, brązowy medalista olimpijski (2012), wicemistrz świata w wyścigu ze startu wspólnego (2017), mistrz Europy w tej samej konkurencji (2017).
W 2012 podczas igrzysk olimpijskich w Londynie, wywalczył brązowy medal w wyścigu ze startu wspólnego.

## Najważniejsze osiągnięcia
2007
- 1. miejsce w mistrzostwach Norwegii (start wspólny)

2008
- 1. miejsce w mistrzostwach Norwegii (kryterium)
- 1. miejsce na 4. etapie Ringerike GP

2009
- 1. miejsce w mistrzostwach Norwegii (do lat 23, start wspólny)
- 1. miejsce na 3. etapie Ringerike GP

2010
- 3. miejsce w Philadelphia International Championship
- 4. miejsce w Vattenfall Cyclassics

2011
- 1. miejsce w mistrzostwach Norwegii (start wspólny)
- 3. miejsce na 8. etapie Giro d'Italia

2012
- 1. miejsce na etapie 3a w Driedaagse van De Panne-Koksijde
  - 1. miejsce w klasyfikacji punktowej
- 3. miejsce w igrzyskach olimpijskich (start wspólny)

2013
- 8. miejsce w Mediolan-San Remo
- 2. miejsce w Driedaagse van De Panne-Koksijde
  - 1. miejsce na 3a etapie
- 3. miejsce w Vattenfall Cyclassics
- 4. miejsce w Ronde van Vlaanderen
- 9. miejsce w Paryż-Roubaix
- 1. miejsce na 1., 2. i 5. etapie Tour of Norway
- 1. miejsce na 5. etapie Tour de Suisse
- 1. miejsce na 2. etapie Tour des Fjords

2014
- 1. miejsce w Mediolan-San Remo
- 5. miejsce w Ronde van Vlaanderen
- 1. miejsce w Rund um den Finanzplatz Eschborn-Frankfurt
- 1. miejsce w Tour des Fjords
  - 1. miejsce na 2.,4 i 5. etapie
- 1. miejsce na 12. i 15. etapie Tour de France
- 2. miejsce w Arctic Race of Norway
  - 1. miejsce na 2. i 4. etapie
- 1. miejsce w Vattenfall Cyclassics
- 8. miejsce w GP Ouest-France

2015
- 1. miejsce w GP Ouest-France
- 1. miejsce na 1. etapie Paryż-Nicea
- 1. miejsce na 7. etapie Tour de Suisse
- 1. miejsce w Ronde van Vlaanderen
- 2. miejsce w Mediolan-San Remo
- 2. miejsce w Vattenfall Cyclassics
- 2. miejsce w Kuurne-Bruksela-Kuurne
- 4. miejsce w E3 Harelbeke
- 10. miejsce w Paryż-Roubaix
- 3. miejsce w Grand Prix Cycliste de Québec
- 1. miejsce w Grosser Preis des Kantons Aargau
- 1. miejsce w Scheldeprijs

2016
- 2. miejsce w Tour of Qatar
  - 1. miejsce na 2.,4 i 5. etapie
- 2. miejsce w Kuurne-Bruksela-Kuurne
- 4. miejsce w Ronde van Vlaanderen
- 1. miejsce w Rund um den Finanzplatz Eschborn-Frankfurt
- 1. miejsce na 7. etapie Tour of California

2017
- 1. miejsce na 2. etapie Driedaagse van De Panne-Koksijde
- 1. miejsce w Rund um den Finanzplatz Eschborn-Frankfurt
- 1. miejsce w RideLondon-Surrey Classic
- 1. miejsce w mistrzostwach Europy (start wspólny)
- 1. miejsce na 2. etapie Arctic Race of Norway
- 2. miejsce w Bretagne Classic Ouest-France
- 2. miejsce w mistrzostwach świata (start wspólny)

2018
- 1. miejsce na 6. etapie Tour of Oman
- 1. miejsce na 1. etapie Abu Dhabi Tour
- 1. miejsce w Eschborn-Frankfurt
- 1. miejsce w Grosser Preis des Kantons Aargau
- 1. miejsce na 21. etapie Tour de France
- 3. miejsce w EuroEyes Cyclassics

2019
- 1. miejsce na 1. etapie Tour of Oman
- 1. miejsce w Gandawa-Wevelgem
- 3. miejsce w Ronde van Vlaanderen
- 3. miejsce w Eschborn-Frankfurt
- 1. miejsce w Tour of Norway
  - 1. miejsce na 5. etapie
- 1. miejsce w Grosser Preis des Kantons Aargau
- 1. miejsce na etapie 1a Okolo Slovenska

2020
- 2. miejsce w Clásica de Almería
- 3. miejsce w Kuurne-Bruksela-Kuurne
- 1. miejsce na 1. etapie Tour de France
- 3. miejsce w Ronde van Vlaanderen

2021
- 2. miejsce w Trofeo Playa de Palma-Palma
- 1. miejsce w klasyfikacji punktowej Arctic Race of Norway
- 3. miejsce w Deutschland Tour
  - 1. miejsce na 2. i 4. etapie
- 3. miejsce w Eschborn-Frankfurt

2022
- 1. miejsce w Clásica de Almería
- 3. miejsce w Mediolan-Turyn
- 1. miejsce w Scheldeprijs
- 3. miejsce w Eschborn-Frankfurt
- 2. miejsce w Grand Prix du Morbihan
- 1. miejsce na 6. etapie Tour of Norway
- 2. miejsce w mistrzostwach Norwegii (start wspólny)
- 3. miejsce w Grote Prijs Jef Scherens
- 1. miejsce w Circuit Franco-Belge
- 1. miejsce na 2. etapie Deutschland Tour

2023
- 1. miejsce na 1. etapie Volta ao Algarve
- 1. miejsce na 3. etapie Tour of Norway
- 2. miejsce w mistrzostwach Norwegii (start wspólny)
- 2. miejsce w Egmont Cycling Race
- 2. miejsce w CRO Race

2024
- 2. miejsce w Trofeo Palma
- 1. miejsce w Elfstedenronde
- 1. miejsce w Antwerp Port Epic
- 1. miejsce na 4. etapie Tour of Norway
- 1. miejsce w Heistse Pijl
- 1. miejsce na 1. i 2. etapie Arctic Race of Norway

## Rankingi
| Rok                | 2007 | 2008 | 2009 | 2010 | 2011 | 2012 | 2013 | 2014 | 2015 | 2016 | 2017 | 2018 | 2019 | 2020 | 2021 | 2022 | 2023 | 2024 |
| ------------------ | ---- | ---- | ---- | ---- | ---- | ---- | ---- | ---- | ---- | ---- | ---- | ---- | ---- | ---- | ---- | ---- | ---- | ---- |
| UCI World Calendar |      |      | -    | 99.  |      |      |      |      |      |      |      |      |      |      |      |      |      |      |
| UCI World Tour     |      |      |      |      | 156. | 161. | 28.  | 8.   | 4.   | 15.  | 14.  | 27.  |      |      |      |      |      |      |
| World Ranking      |      |      |      |      |      |      |      |      |      | 7.   | 4.   | 23.  | 8.   | 46.  | 69.  | 8.   | 69.  | 50.  |
| UCI Europe Tour    | 271. | 139. | 97.  | 194. |      |      |      |      |      | 11.  | 16.  | 104. | 7.   | 36.  | 58.  | 8.   | 54.  | 41.  |
| UCI Asia Tour      | -    | -    | -    | -    |      |      |      |      |      | 5.   | 177. | 145. |      |      |      |      |      |      |
| UCI America Tour   | -    | -    | -    | 43.  |      |      |      |      |      | 179. | -    | -    |      |      |      |      |      |      |
|                    |      |      |      |      |      |      |      |      |      |      |      |      |      |      |      |      |      |      |
| Źródło: UCI        |      |      |      |      |      |      |      |      |      |      |      |      |      |      |      |      |      |      |